# Belgrave Road (Leicester)
Belgrave Road – ulica na północy miasta Leicester ciągnąca się od ronda Belgrave do ul. Melton Road. Ulica nazywana The Golden Mile, słynąca z oryginalnych indyjskich restauracji, sklepów z ubraniami sari oraz wieloma sklepami jubilerskimi.
Belgrave Road słynie również z corocznego Święta Divali, największego poza Indiami.

## Komunikacja
Belgrave Road jest dobrze skomunikowana z centrum miasta, dzielnicami miasta oraz z przyległymi miejscowościami. W latach 1874–1949 ulicą kursowały linie tramwajowe.